# Cele
Cele (in greco antico: Κοίλη?, Kóile) era il nome di un demo dell'Attica, situato in parte dentro, in parte fuori dalle mura di Atene, nella valle tra il Museo e le colline sul lato sud dell'Ilisso, a sud-ovest della Pnice e a sud del demo di Ciriade.

## Descrizione
In origine questo demo era il più densamente popolato della città e le case avevano le loro fondamente nella roccia del sottosuolo.
I monumenti più importanti erano la tomba di Cimone Coalemo (insieme ai suoi cavalli, vincitori delle Olimpiadi) e dello storico Tucidide. Grazie a questi dati molti storici hanno pensato che il demo si trovasse, almeno in parte, fuori dalle mura della città, dal momento che Cicerone aveva scritto che era illegale seppellire i morti all'interno della cinta muraria. Tuttavia le scoperte archeologiche hanno dimostrato che solo una piccola parte del demo, quella contenente le tombe, si sviluppava al di fuori delle mura.
Il demo aveva una sua agorà. In epoca ellenistica venne costruito un muro di rinforzo alle difese della città attraverso il demo, che fu abbandonato ed usato, in epoca romana, come cimitero.